# Linköpings fögderi
Linköpings fögderi avsåg den lokala skattemyndighetens verksamhetsområde i nuvarande Linköpings, Åtvidabergs, Kinda och Ydre kommuner mellan åren 1918 och 1991. Efter detta år omorganiserades skatteväsendet och fögderierna ersattes av en skattemyndighet för varje län - i detta fall den för Östergötlands län. År 2004 gick verksamheten upp i det nybildade Skatteverket.
Linköpings fögderi föregicks av flera mindre fögderier, vilka sedermera även delvis hamnade under Mjölby och Motala fögderier.
- Åkerbo, Bankekinds och Hanekinds fögderi (1720-1917)
- Vifolka, Valkebo, Gullbergs fögderi (1900-1917) (Vifolka härad senare under Mjölby fögderi)
- Gullbergs, Bobergs och Valkebo fögderi (1720-1899) (Bobergs härad senare under Motala fögderi)
- Kinda och Ydre fögderi (1720-1966)